# 细叶针茅
细叶针茅（学名：Stipa lessingiana）为禾本科针茅属下的一个种。

## 扩展阅读
- 維基物種上的相關：细叶针茅